# Risoluzione 357 del Consiglio di sicurezza delle Nazioni Unite
La risoluzione 357 del Consiglio di sicurezza delle Nazioni Unite, adottata all'unanimità il 14 agosto 1974, dopo aver riaffermato precedenti risoluzioni sull'argomento, ha chiesto a tutte le parti presenti ai combattimenti a Cipro di cessare ogni sparo e azione militare. Ha chiesto la ripresa dei negoziati, di rimanere al corrente della situazione e di convocare immediatamente un incontro se necessario per valutare quali misure più efficaci sarebbero state richieste in caso di fallimento del cessate il fuoco.